# The Little Train Robbery
The Little Train Robbery (česky Malá vlaková loupež) je americký němý film z roku 1905. Režisérem je Edwin S. Porter (1870–1941). Film trvá zhruba 12 minut a premiéru měl 1. září 1905.
Natáčení probíhalo v srpnu 1905 v Olympia Parku, poblíž Connellsville v Pensylvánii. Film je parodií na Porterův slavný snímek Velká železniční loupež.